# Уругвай на літніх Олімпійських іграх 1992
Уругвай брав участь у Літніх Олімпійських іграх 1992 року у Барселоні (Іспанія) уп'ятнадцяте за свою історію, але не завоював жодної медалі.